# Moisall
Moisall ist ein Ortsteil der Gemeinde Bernitt im Landkreis Rostock in Mecklenburg-Vorpommern. Das Dorf liegt etwa neun Kilometer nordwestlich von Bützow.

## Geschichte
Das Dorf Moisall wurde im Jahre 1264 unter dem Namen „Moyssalle“ in Form eines Gutsdorfes erstmals in Urkunden erwähnt, 1345 wird es „Moyzsalle“ genannt. Der Ortsname wurde wahrscheinlich vom altpolabischen Namen „Mysl“ (Ort des Mysl) abgeleitet. Von 1458 bis 1551 war Moisall im Besitz der Familie von Barold.
1551 verkauft Jacob Barold das Gut für 200 Gulden an Achim von Passow auf Zidderich.
Heute gilt Moisall als Kirchdorf der Umgebung. Im heutigen Gemeindegebiet befand sich bis zur Reformation der Hauptbesitz des Klosters Rühn.
Am 1. Juli 1950 wurde Moisall aus der Gemeinde Klein Sien ausgegliedert und um die Orte Hermannshagen und Moltenow vergrößert. Für einen Zeitraum von knapp 50 Jahren war sie eine eigenständige Gemeinde.
Zusammen mit den ehemaligen Gemeinden Göllin, Kurzen Trechow und Schlemmin wurde Moisall am 1. Januar 2000 nach Bernitt eingemeindet.

## Sehenswürdigkeiten

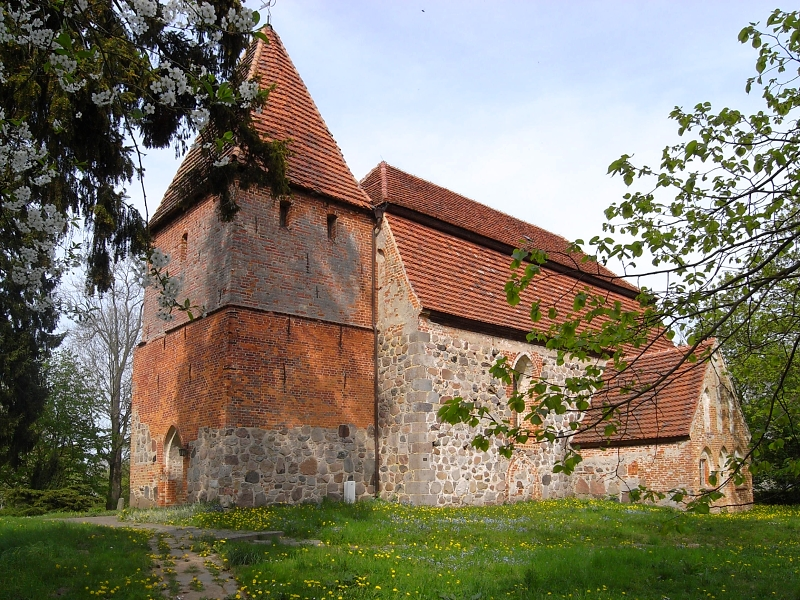
Dorfkirche

### Die Kirche
Die Kirche in Moisall wurde 1248 erstmals erwähnt, zu dieser Zeit war Moisall aus kirchlicher Sicht ein Filial von Schlemmin. Dieses Verhältnis änderte sich, als 1264 Bischof Herrmann die Pfarre nach Moisall verlegte und so die Kirche zur Pfarrkirche erhob. Das Schlemminer Gotteshaus wurde schließlich im 16. Jahrhundert nur noch als Kapelle bezeichnet und verfiel während des Dreißigjährigen Krieges.

### Der Taufbrunnen
Der Taufbrunnen vor der Kirche stammt aus dem 13. Jahrhundert und stand ursprünglich vor dem Gutshaus. Im Jahre 1991 wurde der Taufbrunnen an seinen heutigen Platz vor der Kirche versetzt.

### Gutshaus
Das Gut befand sich von 1458 bis 1551 im Besitz der Barold, danach der Passow, kam später an Hardenack Wackerbart (1554–1604) auf Katelbogen, war ab 1651 bis 1661 als Pfand im Besitz von Kaspar von Vieregge, danach wechselten die Besitzer häufig, darunter auch Ernst August Rudloff. Das Gutshaus von Moisall wurde 1912 durch den Architekten Paul Korff im Auftrag des damaligen Barons Klotz errichtet.
Nach Ende des Zweiten Weltkrieges diente das Gutshaus als Unterkunft für Flüchtlinge. Heute steht vor dem Haus ein Gedenkstein an die Bodenreform vom 3. September 1945.
von 1945 bis 1992 wurde das Gutshaus durch diverse Institutionen und Einrichtungen genutzt.
Ab 1992 stand das Gutshaus leer, bis es 1994 von einer Privatperson gekauft wurde die jedoch die ursprünglichen Pläne der Restauration und Renovation nicht umsetzen konnte.
2006 wurde es zusammen mit Lagerhallen im Dorf von einem privaten Unternehmen aufgekauft.
Damals war das Gutshaus sehr verfallen und stark sanierungsbedürftig.
Die Sanierung des alten Herrenhauses begann 2007 und ist nahezu abgeschlossen.
Mittlerweile strahlt das alte Gutshaus wieder in neuem Glanz und beherbergt ein Bed & Breakfast sowie ein Kaffee und dient als Veranstaltungsort für Feiern und Feste.